# Tolvaptan
Tolvaptan, OPC-41061, je selektivni kompetitivni antagonist arginin vazopresinskog receptora 2 koji se koristi u lečenju hiponatremije (niskih nivoa krvnog natrijuma) vezanih za kongestivno zatajenje srca, cirozu, i sindrom neodgovarajućeg izlučivanja antidiuretskog hormona (SIADH). FDA je odobrila tolvaptan 16 maja 2009, i u prodaji je od strane kompanije Otsuka Farmaceutikal pod imenom Samsca.
Tolvaptan je relativno brzo prošao kroz klinička ispitivanja za policistično oboljenje bubrega. Tokom ispitivanja iz 2004 je primećeno da kad se tolvaptan dozira sa tradicionalnim diureticima, dolazi do povećanja izlučivanja suvišnih fluida i poboljšanja nivoa krvnog natrijuma kod pacijenata sa zatajenjem srca, bez nuspojava poput hipotenzije (niskog krvnog pritiska) ili hipokalemije (sniženih nivoa krvnog kalijuma), i bez uzrokovanja nuspojava u bubrežnim funkcijama.

## Hemija
Hemijska sinteza:

## Stereohemija
Tolvaptan je racemat, tj. smeša 1: 1 sledeća dva enantiomera:
| Enantiomeri tolvaptana  | Enantiomeri tolvaptana  |
| ----------------------- | ----------------------- |
| CAS-Number: 331947-66-1 | CAS-Number: 331947-44-5 |

## Spoljašnje veze
|  | Molimo Vas, obratite pažnju na važno upozorenje u vezi sa temama iz oblasti medicine (zdravlja). |